# Коле Сан Мањо
Коле Сан Мањо (итал. Colle San Magno) је насеље у Италији у округу Фрозиноне, региону Лацио.
Према процени из 2011. у насељу је живело 513 становника. Насеље се налази на надморској висини од 536 м.

## Становништво
| 1936. | 1951. | 1961. | 1971. | 1981. | 1991. | 2001. | 2011. |
| ----- | ----- | ----- | ----- | ----- | ----- | ----- | ----- |
| 2.214 | 2.129 | 1.715 | 1.206 | 967   | 895   | 819   | 744   |